# Dulczówka
Dulczówka – część miasta Pilzna w Polsce, położona w województwie podkarpackiem, w powiecie dębickim.
Leży nad Dulczą, na zachód od centrum miasta, głównie w rejonie ulicy 3 Maja. Dominuje to zabudowa jednorodzinna, w dużej mierze stara.
Dawniej samodzielna wieś i gmina jednostkowa w powiecie pilzneńskim, od 1920 w województwie krakowskim. W 1921 roku ludność Dulczówki spisano razem z Pilznem i Pilznionkiem (3546).
31 grudnia 1925 gminę Dulczówka zniesiono, włączając ją do miasta Pilzna.